# 校園福音團契
校園福音團契（英語：Campus Evangelical Fellowship）是一個台灣基督新教福音機構，以學生福音工作（牧會）及推動學生宣道（傳福音）為主。最早起源是在1957年時，由受過基督教神學訓練的大學生所創立，當時也同時在各大學推動建立團契。在1962年時，全台灣各地學生工作聯合成立為「校園福音團契」。
校園福音團契的總部位於臺北市公館，並在新竹、台中、雲嘉、台南、高雄、屏東等地設有辦公室。

## 大學事工
校園福音團契，作為一個以大學事工開始的福音機構，向大學生傳福音一直都是事工中最重要的一環。早期是以個人友誼式佈道為基礎，1957年春天，台灣北部的的基督徒大專生在國際學舍，舉辦了為期一週的聯合佈道會，這是台灣大專基督徒首次的聯合福音行動，之後才正式開始了各校團契的活動。1959年舉辦了第二次聯合佈道會，之後數年又舉辦過幾次，但福音工作漸漸轉變為各校團契在學期間自行舉辦佈道會，寒暑假則舉辦聯合福音營。校園發展到中期，仍以個人友誼式佈道為基礎，學期間各團契開設慕道班。1968年夏天，南部三個地區試辦聯合福音營，1970年改為分區舉辦的「北大福」、「中大福」、「南大福」，甚至在1986年串聯成「全國大專福音營」。
1986年之後，因解嚴、解除報禁等，社會風氣丕變，大學學風也跟著轉變，學生們開始流行暑假打工、出國遊學，暑假福音營人數逐漸下降，大學同工發覺已到不得不更迭的時候，首先在1997年寒假的大專靈修班附設福音組，鼓勵基督徒帶慕道同學一起參加營會。1997年政府預備實施週休二日，同工們適時研發周末福音營，以取代行之有年的「全大幅」。1987年隨著解嚴，各大學漸趨開放自由，大學事工在這時期推動學生團契在校內成立社團，台大基督徒學生在校內成立「光鹽社」後，其他大學紛紛跟進，多數跟隨「專業人員信望愛社」，取名叫「信望愛社」。「以團契為福音基地、透過社團接觸更多學生」成為學生福音工作的重要目標。至今「光鹽社」、「信望愛社」、「恩友社」、「佳音社」...，依然在校園裡成為學生福音運動明顯的記號。校園團契的大學事工以福音開始，也為福音而繼續存在，以個人友誼式佈道為基礎，群體福音活動為輔，形成一個學生主導的福音運動。

## 附屬機構
- 青年宣道大會－1979年7月舉辦第一次大會，至2022年已舉辦了15屆。
- 大專靈修班－1971年開始舉辦。
- 全國高中職門徒營－2007年2月舉辦第一次營會。
- 校園網路書房
- 校園雜誌
- 哇咧星樂園－2000年9月1日網站正式上線。

## 歷史
- 1957～1967年：興起台灣學生福音運動。[1]
- 1967～1977年：建立大專靈修班的研經傳統，營會與文字事工蓬勃發展。[1]
- 1977～1987年：持續三年一度的台灣青年宣道大會。[1]
- 1987～1997年：成立四個事工組，發展專業事奉與海外事工。[1]
- 1997～2007年：開展服務性福音隊、文字與網路事奉的新世代。[1]
- 2007～2017年：承接多元社會的福音挑戰、培育基督門徒。[1]

### 引用
1. 1 2 3 4 5 6 7  校園福音團契編. . 校園福音團契.   [2017-11-29]. （原始内容存档于2021-06-18）.
2. ↑  .   [2017-04-07]. （原始内容存档于2020-06-01）.

### 書目
- 這些人，那些故事/校園50編輯小組著.—初版.–台北縣新店市:校園書房，民96

## 外部連結
- 官方网站 （繁體中文）
- 校園福音團契的Facebook專頁
- 校園福音團契 （页面存档备份，存于）的Youtube官方頻道
- 校園福音團契 （页面存档备份，存于）的部落格